# マーサー郡 (ウェストバージニア州)

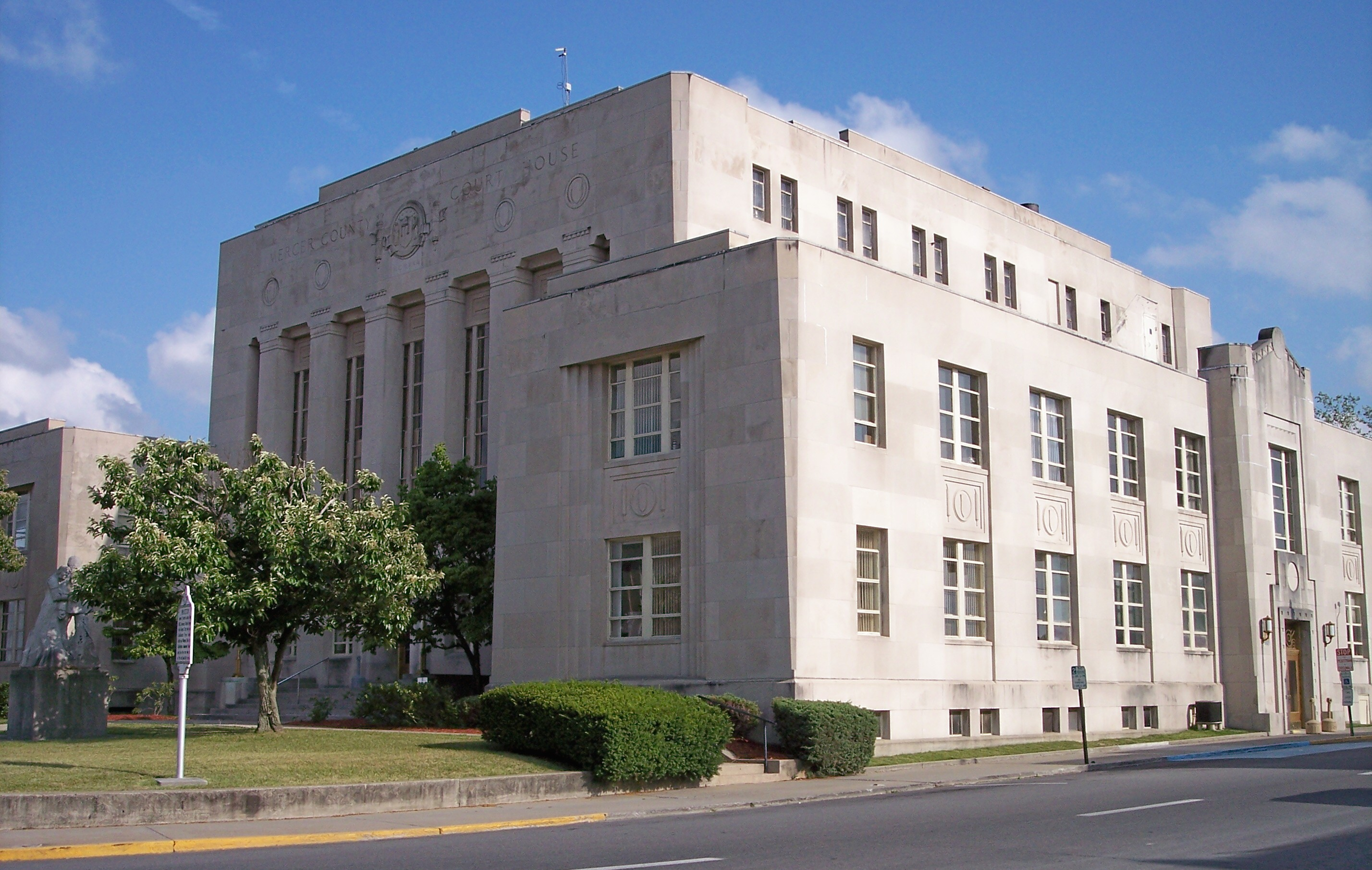
プリンストン市にあるマーサー郡庁舎（2007年）

マーサー郡（英: Mercer County）は、アメリカ合衆国ウェストバージニア州の南部にある郡。人口は5万9664人（2020年）。郡庁所在地はプリンストンであり、同郡で人口最大の都市はブルーフィールドである。
マーサー郡初めにバージニア州ジャイルズ郡とテイズウェル郡の一部を合わせ、1837年3月17日のバージニア州法で設立された。
マーサー郡はバージニア州にも跨るブルーフィールド都市圏に属している。

## 地理
アメリカ合衆国国勢調査局に拠れば、郡域全面積は421平方マイル (1,090 km2)であり、このうち陸地420平方マイル (1,089 km2)、水域は0平方マイル (1 km2)で水域率は0.06%である。

### 主要高規格道路
| - 州間高速道路77号線 - アメリカ国道19号線 - アメリカ国道52号線 - アメリカ国道460号線 | - ウェストバージニア州道10号線 - ウェストバージニア州道20号線 - ウェストバージニア州道44号線 - ウェストバージニア州道71号線 - ウェストバージニア州道112号線 |

現在州間高速道路77号線の一部になっているウェストバージニア・ターンパイクは郡内プリンストンから始まっている。

### 隣接する郡
- ローリー郡 - 北
- サマーズ郡 - 北東
- ジャイルズ郡 (バージニア州) - 東
- ブランド郡 (バージニア州) - 南
- テイズウェル郡 (バージニア州) - 南西
- マクドウェル郡 - 西
- ワイオミング郡 - 北西

### 国立保護地域
- ブルーストーン国立景観河川（部分）

## 人口動態
以下は2000年国勢調査による人口統計データである。
| 基礎データ - 人口: 62,980人 - 世帯数: 26,509 世帯 - 家族数: 17,946 家族 - 人口密度: 58人/km2（150人/mi2） - 住居数: 30,143軒 - 住居密度: 28軒/km2（72軒/mi2） 人種別人口構成 - 白人: 92.56% - アフリカン・アメリカン: 5.82% - ネイティブ・アメリカン: 0.19% - アジア人: 0.46% - 太平洋諸島系: 0.01% - その他の人種: 0.10% - 混血: 0.85% - ヒスパニック・ラテン系: 0.45% 年齢別人口構成 - 18歳未満: 21.1% - 18-24歳: 9.8% - 25-44歳: 26.2% - 45-64歳: 25.5% - 65歳以上: 17.4% - 年齢の中央値: 40歳 - 性比（女性100人あたり男性の人口） - 総人口: 91.1 - 18歳以上: 87.7 | 世帯と家族（対世帯数） - 18歳未満の子供がいる: 26.7% - 結婚・同居している夫婦: 53.0% - 未婚・離婚・死別女性が世帯主: 11.2% - 非家族世帯: 32.3% - 単身世帯: 28.7% - 65歳以上の老人1人暮らし: 13.6% - 平均構成人数 - 世帯: 2.33人 - 家族: 2.85人 収入と家計 - 収入の中央値 - 世帯: 26,628米ドル - 家族: 33,524米ドル - 性別 - 男性: 29,343米ドル - 女性: 19,013米ドル - 人口1人あたり収入: 15,564米ドル - 貧困線以下 - 対人口: 19.7% - 対家族数: 14.7% - 18歳未満: 28.9% - 65歳以上: 12.7% |

## 警察
マーサー郡は7つの機関によって守られている。5つの機関は法人化された地域を守っているが、非法人化地域の守りは郡保安官部の責任である。マーサー郡保安官部には30人の警官と多くの文民雇員がいる。その中には幾つか特殊任務の部隊もある。ウェストバージニア州警察のプリンストン支部と、ハイウェイ・パトロールのターンパイク支部もある。

## 都市と町
- プリンストン - 郡庁所在地
- ブルーフィールド
- アセンズ
- ブラムウェル
- ラッシュミート
- マトーカ
- モンカーム
- オークベイル

## 教育
マーサー郡公共教育学区には小学校19校、中学校6校、高校4校が入っている。マーサー郡技術教育センターもあり、現在包括的工業高校に転換を進めている。児童生徒数は約9,200人である。教職員数は約1,200人である。
高等教育機関として、ブルーフィールドにあるブルーフィールド州立カレッジ、アセンズにあるコンコード大学、プリンストンにあるニューリバー・コミュニティ・工科カレッジがある。